# Anisobas celebensis
Anisobas celebensis là một loài tò vò trong họ Ichneumonidae.